# Pántor
A Pántor (ukránul: Пантир, Pantir) hegy a Kárpátokban. 1213 méter magas. Az Északkeleti-Kárpátokhoz tartozó Máramarosi-Verhovina (vagy Belső-Gorgánok) Barátka-gerincén emelkedik. A tőle északra, a Légiós-hágónál induló gerincen dél felé emelkedik a Durna (1705 m), a Godros (1758 m), majd tovább délkeletre a legmagasabb Barátka (1788 m) és Fekete-ág (1719 m). Ukrajnában, Kárpátalja és az Ivano-frankivszki terület határán található.

## Történelem
A vízválasztó gerinc, melyen a hegy található, a történelmi Magyar Királyság határát is hordozta. A hegy alatt húzódó Pántor-hágó és a tőle északra fekvő Légiós-hágó is harcok színhelye volt az első világháborúban.

## Turizmus
A Pántor alatti réten állt a Pántori menedékház.